# Grant Devine
Pour les articles homonymes, voir Devine.
Donald Grant Devine (né le 5 juillet 1944) est un homme politique canadien. Il a été premier ministre de la Saskatchewan du 8 mai 1982 au 1er novembre 1991.

## Biographie
Né à Regina en Saskatchewan, il obtient un BSc en agriculture avec une spécialisation en économie agricole de l'Université de la Saskatchewan en 1967, ainsi qu'une MSc en économie agricole de l'Université de l'Alberta en 1970 et un PhD de l'Université d'État de l'Ohio en 1976.
En tant que fermier et économiste en milieu agricole, il enseigne à l'Université de la Saskatchewan durant les années 1970, avant de faire son entrée en politique.

## Carrière politique

### Débuts
Initialement défait lors des élections générales de 1978 dans une circonscription de la région de Saskatoon, il est néanmoins élu chef du Parti progressiste-conservateur de la Saskatchewan en 1979. À nouveau défait en lors d'une élection partielle dans Estevan en 1980.

### Premier ministre de la Saskatchewan, 1982-1991
Élu avec 54 autres députés progressiste-conservateurs lors des élections de 1982, ceci lui permet de prendre le pouvoir avec un gouvernement disposant d'une majorité de siège à l'Assemblée législative. Avec cette élection, il s'agit de la première fois que le parti remporte le pouvoir sans avoir recours à la formation d'une coalition,. De plus, de cette élection résiste seulement neuf députés du Nouveau Parti démocratique de la Saskatchewan, jusqu'alors au pouvoir, et qui sera la troisième pire défaite d'un gouvernement en Saskatchewan. Devine devient aussi le deuxième tory à servir comme premier ministre de la province, le premier étant James T. M. Anderson alors à la tête d'une coalition gouvernementale en 1929.
Conservateur, le gouvernement Devine procède alors la vente de plusieurs sociétés d'État en totalité ou en partie en plus d'introduire des réformes des droits du travail et des couvertures de protection sociale.
Son gouvernement institue également des exonérations de redevances pour les puits de forages pétroliers forés du 1er juin 1982 jusqu'à la fin de 1983, ainsi qu'une réduction d'impôt de 30% sur les puits installés depuis 1974 et plusieurs allégements fiscaux. Le tout à pour effet d'amputer le budget de la province de 35 millions de dollars, mais une accélération de l'exploitation du pétrole devait en théorie compenser la perte fiscale.
Malgré sa politique fiscale, les mandats de Devine se traduisent par une augmentation de la dette de la province de 3,5 milliards à 12 milliards de dollars. Devine dû également gouverner pendant des années de grandes sécheresses, les pires depuis les Dirty Thirties. Le prix du pétrole et des produits agricoles s'effondrent. À la fin de sa période de gouvernance, la politique de rescousse du milieu agricole résulte en une large augmentation du déficit. Les années où Devine gouverne la Saskatchewan, un ralentissement important du produit intérieur brut est observable en raison des nombreuses difficultés rencontrées au cours des deux mandats.
Réélu en 1986, il devient alors le premier conservateur à gagner une réélection et ce, même si les Néo-démocrates remporte une majorité des suffrages,,.

### Défaite et chef de l'Opposition, 1991
Défait en 1991,, les Progressistes-conservateurs sont désormais représentés que par 10 députés.
Le 8 octobre 1992, Devine annonce son intention de démissionner de la chefferie du parti, démission effective le 31 décembre 1992,.
Bien que Devine ne soit jamais inculpé dans aucune affaire de nature répréhensible, 13 des 55 députés conservateurs sont par la suite accusés de fraudes commises durant le second mandat (1986-1991). Le montant total des fraudes sur les fonds publics atteint 837 000$. Certains députés et ministres durent même purger des peines de prison,.

### Politiques fédérales
En 2004, Devine présente son intention de se porter candidat du Parti conservateur du Canada,. Le parti fini par le considérer comme un candidat indésirable et lui retire le droit de concourir à une investiture. Cette décision du parti n'atténue pas le soutien public du chef adjoint Peter McKay. Le 7 mai, Devine annonce vouloir se présenter comme candidat indépendant dans la circonscription de Souris—Moose Mountain. Expulsé du parti conservateur le 8 juin par le comité exécutif, Devine est défait et termine deuxième derrière le conservateur Ed Komarnicki.

## Honneurs
Le 2 octobre 2009, il est annoncé que Devine sera nommé à l'Ordre du mérite de la Saskatchewan en raison de ses contributions pour la province. La nomination est confirmée le 17 novembre 2009.